# LRA53 Radio Nacional San Martín de los Andes
LRA 53 Radio Nacional San Martín de los Andes o simplemente Radio Nacional, es una radioemisora argentina que transmite en 1440 kHz por AM, y 92.5 MHz por FM, desde San Martín de los Andes.  
La estación LRA 53 transmite toda la programación de Radio Nacional Buenos Aires (Cabecera de Radio Nacional Argentina), mientras que la señal LRA 353 comparte parte de la programación de la cabecera, completando con programas propios de ellos.

## Historia

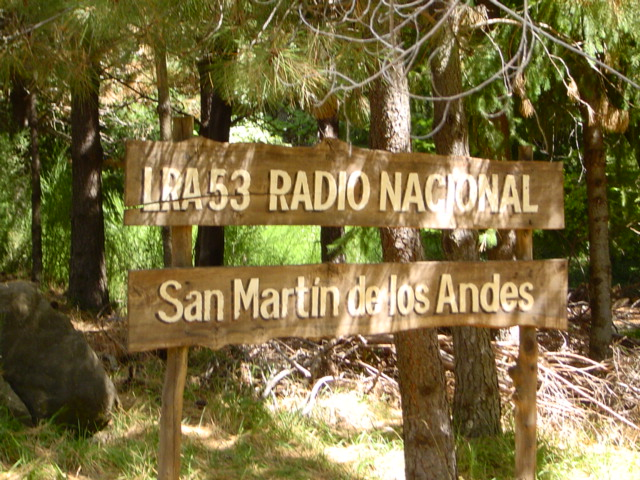
Cartel ubicado en las antiguas instalaciones de la radio.

LRA 53, inició sus transmisiones regulares el día 2 de octubre de 1978, en el AM 1440, luego de un mes de pruebas de ajuste.
A fines del año 1991, Radio Nacional San Martín de los Andes empezó a transmitir en 92.5 MHz, por Frecuencia Modulada (LRA 353).
En la actualidad, LRA 53 posse los estudios en Villegas 1375 y la planta transmisora de ambas frecuencias en el Cerro Comandante Díaz.